# Rhynchosia discolor
Rhynchosia discolor là một loài thực vật có hoa trong họ Đậu. Loài này được M.Martens & Galeotti miêu tả khoa học đầu tiên.